# Pierre-Herman Dosquet
Pour les articles homonymes, voir Dosquet.
Pierre-Herman Dosquet, né le 4 mars 1691 à Liège et mort le 4 mars 1777 à Paris, est un ecclésiastique français. Il est évêque de Québec de 1734 à 1739.

## Biographie
Natif de Liège en 1691, prêtre de Saint-Sulpice, il arrive à Québec, en Nouvelle-France en juillet 1721. Il retourne en France le 15 août 1723. Le pape Benoît XIII, le sacre lui-même le jour de Noël 1725, sous le titre d'évêque de Samos (de), in partibus, et assistant au trône pontifical.
Il revient en Nouvelle-France le 23 août 1729, chargé de l'administration du diocèse par l'évêque en titre, Louis-François Duplessis de Mornay.
Dosquet est confirmé à titre de coadjuteur de l'évêque de Québec par Clément XII par une bulle papale du 24 juillet 1730. Lorsque Louis de Mornay quitte son évêché le 12 septembre 1733, il est reconnu évêque de Québec, à son arrivée en France, en 1734.
Le 8 août, il fait prendre possession de son siège par M. Eustache Chartier de Lotbinière (en), archidiacre de la basilique-cathédrale Notre-Dame de Québec, revient au Canada sur la fin de la même année, et y reste jusqu'à l'automne de l'année suivante. Il repasse alors en France, et se démet de son évêché de Québec le 25 juin 1739, en faveur de M. François-Louis de Pourroy de Lauberivière. Il devient ensuite vicaire-général de l'archevêque de Paris, et meurt à Paris, le 4 mars 1777, âgé de 86 ans.